# Hustle (singolo)
Hustle è un singolo della cantautrice statunitense Pink, pubblicato il 28 marzo 2019 come primo e unico promozionale estratto dall'ottavo album in studio Hurts 2B Human.
Il brano è stato scritto dalla stessa cantante in collaborazione con Dan Reynolds e Jorgen Odegard, e prodotto da quest'ultimo.

## Tracce
1. Hustle – 2:55

## Classifiche
| Classifica (2019) | Posizione massima |
| ----------------- | ----------------- |
| Australia         | 69                |
| Croazia           | 72                |
| Polonia           | 85                |
| Svizzera          | 75                |